# Yvonne van Mastrigt
Y.P. (Yvonne) van Mastrigt (Utrecht, 30 juni 1965) is een Nederlandse juriste, politica en bestuurster. Sinds 29 augustus 2024 is ze burgemeester van Middelburg.

## Biografie
Van Mastrigt is geboren in Utrecht en getogen in Zeist. Na het voltooien van haar studie Nederlands recht was zij zes jaar werkzaam als bedrijfsjurist en als procesmanager treinpersoneel bij de Nederlandse Spoorwegen. Zij was ook zeven jaar werkzaam bij de gemeentepolitie in Utrecht en Rotterdam. In 1998 werd ze voorzitter van de deelraad van IJsselmonde. Van 2004 tot 2008 was zij burgemeester van  Winsum. Van 2008 tot 2012 was zij burgemeester van Hoogezand-Sappemeer. Van december 2012 tot mei 2015 was zij gedeputeerde van Groningen.
Van september 2015 tot mei 2016 was Van Mastrigt waarnemend burgemeester van Hoorn. Met ingang van 1 januari 2017 was ze directeur-bestuurder van Stichting Wooncompagnie te Hoorn. Binnen een half jaar legde ze haar functie weer neer. Ze was verbonden aan Van Wijnen Regio Noord als adviseur en als formateur betrokken bij de vorming van het college van burgemeester en wethouders in Hoorn. Van 1 augustus 2018 tot 6 februari 2020 was zij waarnemend burgemeester van Stichtse Vecht.
Van Mastrigt was van 1 juli 2020 tot 20 januari 2021 waarnemend burgemeester van Stadskanaal.. Van 1 juni 2021 tot 11 januari 2022 was ze waarnemend burgemeester van Woudenberg. Vanaf juni 2020 was ze namens het ministerie van Binnenlandse Zaken en Koninkrijksrelaties verkenner om de Wet op de lijkbezorging (Wlb) te moderniseren. Na de gemeenteraadsverkiezingen van 2022 werd zij informateur in Soest. Sinds 22 april 2022 is ze voorzitter van de Toelatingsorganisatie Kwaliteitsborging Bouw (TloKB).
Van 5 september 2022 tot 27 februari 2024 was Van Mastrigt waarnemend burgemeester van Olst-Wijhe. Sinds 15 april 2023 is zij voorzitter van de Stichting Infrastructuur Kwaliteitsborging Bodembeheer (SIKB). Op 7 mei 2024 werd zij, inmiddels partijloos, door de gemeenteraad van Middelburg aanbevolen als nieuwe burgemeester. Op 14 juni van dat jaar heeft de ministerraad, op voorstel van de minister van Binnenlandse Zaken en Koninkrijksrelaties, besloten haar voor te dragen voor benoeming bij koninklijk besluit met ingang van 29 augustus van dat jaar. Op die dag werd zij ook geïnstalleerd en beëdigd.
Als burgemeester van Middelburg heeft Van Mastrigt algemene bestuurlijke coördinatie, algemene representatie, openbare orde en veiligheid, politie, brandweer en rampenbestrijding, bestuurlijke en juridische zaken, bestuurscultuur, de projecten weerbare overheid, preventie van jeugdcriminaliteit en steekwapenproblematiek en Campus Zeeland en als wijkwethouder Arnemuiden in haar portefeuille.